# سیارک ۱۵۳۸۲
سیارک ۱۵۳۸۲ (به انگلیسی: 15382 Vian، نامگذاری:1997SN) پانزده هزار و سیصد و هشتاد و دومین سیارک کشف شده‌است که در ۲۰ سپتامبر ۱۹۹۷ کشف شد.
قدر مطلق سیارک برابر ۱۴٫۹۰ است.